# Europacup I 1983/84
De 29ste editie van de Europacup I werd voor de 4de keer gewonnen door Liverpool FC in de finale tegen het Italiaanse AS Roma.

## Eerste ronde
| Team #1           | Tot.             | Team #2              | 1ste wed | 2de wed |
| ----------------- | ---------------- | -------------------- | -------- | ------- |
| Odense BK         | 0 - 6            | Liverpool FC         | 0 - 1    | 0 - 5   |
| Lech Poznań       | 2 - 4            | Athletic Bilbao      | 2 - 0    | 0 - 4   |
| Ajax Amsterdam    | 0 - 2 (n.v.)     | Olympiakos Piraeus   | 0 - 0    | 0 - 2   |
| SL Benfica        | 6 - 2            | Linfield FC          | 3 - 0    | 3 - 2   |
| Raba ETO Győr     | 4 - 1            | Vikingur Reykjavík   | 2 - 1    | 2 - 0   |
| Dinamo Minsk      | 3 - 2            | Grasshopper-Club     | 1 - 0    | 2 - 2   |
| FC Kuusysi        | 0 - 4            | Dinamo Boekarest     | 0 - 1    | 0 - 3   |
| Hamburger SV      | Walkover         | KS Vllaznia Shkodër  | -        | -       |
| Fenerbahçe SK     | 0 - 5            | Bohemians CKD Praag  | 0 - 1    | 0 - 4   |
| SK Rapid Wien     | 4 - 3            | FC Nantes Atlantique | 3 - 0    | 1 - 3   |
| Athlone Town      | 4 - 11           | Standard Luik        | 2 - 3    | 2 - 8   |
| Hamrun Spartans   | 0 - 6            | Dundee United        | 0 - 3    | 0 - 3   |
| CSKA Sofia        | 4 (uitgoals) - 4 | Omonia Nicosia       | 3 - 0    | 1 - 4   |
| AS Roma           | 4 - 2            | IFK Göteborg         | 3 - 0    | 1 - 2   |
| BFC Dynamo Berlin | 6 - 1            | Jeunesse d'Esch      | 4 - 1    | 2 - 0   |
| Partizan Belgrado | 5 - 1            | Viking FK            | 5 - 1    | 0 - 0   |

## Tweede ronde
| Team #1             | Tot.             | Team #2           | 1ste wed | 2de wed |
| ------------------- | ---------------- | ----------------- | -------- | ------- |
| Liverpool FC        | 1 - 0            | Athletic Bilbao   | 0 - 0    | 1 - 0   |
| Olympiakos Piraeus  | 1 - 3            | SL Benfica        | 1 - 0    | 0 - 3   |
| Raba ETO Győr       | 4 - 9            | Dinamo Minsk      | 3 - 6    | 1 - 3   |
| Dinamo Boekarest    | 5 - 3            | Hamburger SV      | 3 - 0    | 2 - 3   |
| Bohemians CKD Praag | 2 - 2 (uitgoals) | SK Rapid Wien     | 2 - 1    | 0 - 1   |
| Standard Luik       | 0 - 4            | Dundee United     | 0 - 0    | 0 - 4   |
| CSKA Sofia          | 0 - 2            | AS Roma           | 0 - 1    | 0 - 1   |
| BFC Dynamo Berlin   | 2 - 1            | Partizan Belgrado | 2 - 0    | 0 - 1   |

## Kwartfinale
| Team #1       | Tot.             | Team #2           | 1ste wed | 2de wed |
| ------------- | ---------------- | ----------------- | -------- | ------- |
| Liverpool FC  | 5 - 1            | SL Benfica        | 1 - 0    | 4 - 1   |
| Dinamo Minsk  | 1 - 2            | Dinamo Boekarest  | 1 - 1    | 0 - 1   |
| SK Rapid Wien | 2 - 2 (uitgoals) | Dundee United     | 2 - 1    | 0 - 1   |
| AS Roma       | 4 - 2            | BFC Dynamo Berlin | 3 - 0    | 1 - 2   |

## Halve finale
| Team #1       | Tot.  | Team #2          | 1ste wed | 2de wed |
| ------------- | ----- | ---------------- | -------- | ------- |
| Liverpool FC  | 3 - 1 | Dinamo Boekarest | 1 - 0    | 2 - 1   |
| Dundee United | 2 - 3 | AS Roma          | 2 - 0    | 0 - 3   |

## Finale
| Team #1      | Res.             | Team #2 |
| ------------ | ---------------- | ------- |
| Liverpool FC | 1 - 1 (4-2 n.p.) | AS Roma |

Stadio Olimpico, Rome
30 mei 1984

Opkomst: 69 693 toeschouwers

Scheidsrechter: Erik Fredriksson (Zweden)

Scorers: 13' Phil Neal 1-0, 42' Roberto Pruzzo 1-1
Liverpool (trainer Joe Fagan):

Bruce Grobbelaar; Phil Neal, Mark Lawrenson, Alan Hansen, Alan Kennedy; Craig Johnston (sub 72' Steve Nicol), Sammy Lee, Graeme Souness (c), Ronnie Whelan; Kenny Dalglish (sub 94' Michael Robinson), Ian Rush

Roma (trainer Nils Liedholm):

Franco Tancredi; Michele Nappi, Dario Bonetti, Ubaldo Righetti, Sebastiano Nela; Agostino Di Bartolomei, Paulo Roberto Falcão, Toninho Cerezo (sub Marco Strukelj); Bruno Conti, Roberto Pruzzo (sub Odonacre Chierico), Francesco Graziani

## Kampioen
| Europacup I – Seizoen 1983/84 |
| ----------------------------- |
| Liverpool FC 4de titel        |